# Paradicranophorus hudsoni
Paradicranophorus hudsoni is een soort in de taxonomische indeling van de raderdieren (Rotifera). 
Het dier behoort tot het geslacht Paradicranophorus en behoort tot de familie Dicranophoridae. De wetenschappelijke naam van de soort werd voor het eerst geldig gepubliceerd in 1893 door Glascott.